# Walter Schröder
Walter Schröder (ur. 29 grudnia 1932 w Utechcie, zm. 10 listopada 2022 w Glinde) – niemiecki wioślarz reprezentujący RFN, mistrz olimpijski.

## Kariera
Wystąpił na igrzyskach olimpijskich w Rzymie w 1960, gdzie Wspólna Reprezentacja Niemiec w składzie: Manfred Rulffs, Walter Schröder, Frank Schepke, Kraft Schepke, Karl-Heinrich von Groddeck, Karl-Heinz Hopp, Klaus Bittner, Hans Lenk i Willi Padge zdobyła złoty medal. W finale o 4,34 sekundy wyprzedzili Kanadyjczyków i o 7,66 sekundy osadę Czechosłowacji. Był to jego jedyny start olimpijski.
Ponadto zdobył złoty medal w ósemkach na mistrzostwach Europy w Mâcon (1959).
Odznaczony Srebrnym Liściem Laurowym. Po zakończeniu kariery został trenerem. Był także profesorem na Uniwersytecie Hamburskim.